# سفارة البحرين لدى إسرائيل
سفارة البحرين لدى إسرائيل هي الممثلية الدبلوماسية العُليا لمملكة البحرين لدى دولة إسرائيل.
في 30 مارس 2021، أصدر ملك البحرين حمد بن عيسى بن سلمان آل خليفة مرسومًا ملكيًا بإنشاء بعثة دبلوماسية بحرينية لدى إسرائيل، ومرسومًا ملكيًا آخرً بتعيين خالد يوسف الجلاهمة رئيسًا للبعثة الدبلوماسية. وذلك تنفيذًا للترتيبات التي حدثت في 18 نوفمبر 2020 بعد زيارة وزير الخارجية البحريني عبد اللطيف الزياني إلى إسرائيل استكمالًا لبنود الاتفاق البحريني الإسرائيلي.